# Agrocybe sororia
Agrocybe sororia är en svampart som först beskrevs av Peck, och fick sitt nu gällande namn av Rolf Singer 1978. Agrocybe sororia ingår i släktet marktofsskivlingar och familjen Strophariaceae.   Inga underarter finns listade i Catalogue of Life.